# アジア太平洋統計研修所
国際連合アジア太平洋統計研修所（こくさいれんごうアジアたいへいようとうけいけんしゅうじょ、英：United Nations Statistical Institute for Asia and the Pacific、略：SIAP）は、千葉県千葉市美浜区（幕張新都心文教地区、アジア経済研究所ビル内）にある国際連合の経済社会理事会が設置するアジア太平洋経済社会委員会の組織であり、同委員会加盟国の政府職員に対する統計の研修を実施している。
1970年5月に設立された。現在のディレクターはShailja Sharma。

## 歴代のディレクター
- Raymond T. Bowman (1969-1973)
- K.R. Nair (1973-1976)
- John G. Miller (1976-1985)
- Tito A. Mijares (1985-1988)
- S. Ananda Meegama (1988-1996)
- Lau Kak En (1996-2001)
- Tomas P. Africa (2001-2006)
- Davaasuren Chultemjamts (2006-2012)
- Margarita F. Guerrero (2012-2015)
- Ashish Kumar (2016-2020)
- Shailja Sharma (2021-現在)